# Représentations diplomatiques de Taïwan

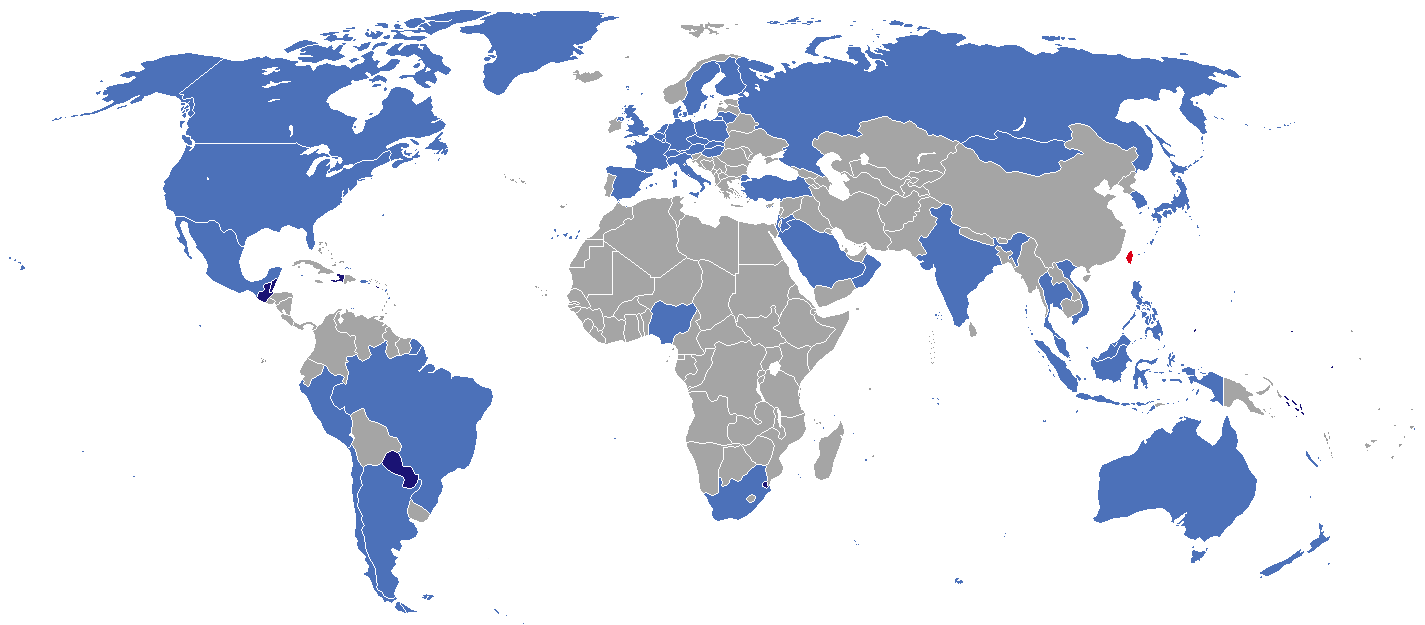
Représentations diplomatiques de la république de Chine.
Ambassades
Autres types de missions diplomatiques
République de Chine (Taïwan)

Les représentations diplomatiques de Taïwan consistent en les divers établissements, que ce soit des ambassades ou des bureaux de représentation, qu'entretient Taïwan dans les autres États du monde.
Les missions diplomatiques suivantes sont basées à l'étranger :

## Afrique
- Afrique du Sud :
  - Pretoria (bureau de liaison principal, Taipei Liaison Office in the Republic of South Africa)
  - Le Cap (bureau de liaison, Taipei Liaison Office in Cape Town)
- Côte d'Ivoire :
  - Abidjan (bureau de représentation, Bureau de Représentation de Taipei en Côte d'Ivoire)
- Eswatini :
  - Mbabane (ambassade)
- Nigeria :
  - Lagos (bureau commercial, Taipei Trade Office in the Federal Republic of Nigeria)
- Somaliland :
  - Hargeisa (bureau de représentation, Taiwan Representative Office in the Republic of Somaliland)

## Amérique du Nord
- Canada :
  - Ottawa (bureau économique et culturel principal, Taipei Economic and Cultural Office in Canada)
  - Toronto (bureau économique et culturel, Taipei Economic and Cultural Office, Toronto)
  - Vancouver (bureau économique et culturel, Taipei Economic and Cultural Office, Vancouver)
- États-Unis :
  - Washington (bureau de représentation économique et culturelle principal, Taipei Economic and Cultural Representative Office in the United States)
  - Atlanta (bureau économique et culturel, Taipei Economic and Cultural Office in Atlanta)
  - Boston (bureau économique et culturel, Taipei Economic and Cultural Office in Boston)
  - Chicago (bureau économique et culturel, Taipei Economic and Cultural Office in Chicago)
  - Denver (bureau économique et culturel, Taipei Economic and Cultural Office in Denver)
  - Guam (bureau économique et culturel, Taipei Economic and Cultural Office in Guam)
  - Honolulu (bureau économique et culturel, Taipei Economic and Cultural Office in Honolulu)
  - Houston (bureau  économique et culturel, Taipei Economic and Cultural Office in Houston)
  - Los Angeles (bureau économique et culturel, Taipei Economic and Cultural Office in Los Angeles)
  - Miami (bureau économique et culturel, Taipei Economic and Cultural Office in Miami)
  - New York (bureau économique et culturel, Taipei Economic and Cultural Office in New York)
  - San Francisco (bureau économique et culturel, Taipei Economic and Cultural Office in San Francisco)
  - Seattle (bureau économique et culturel, Taipei Economic and Cultural Office in Seattle)

## Amérique latine et Caraïbes
- Argentine :
  - Buenos Aires (bureau commercial et culturel, Oficina Comercial y Cultural de Taipei en Argentina)
- Belize :
  - Belize City (ambassade)
- Brésil :
  - Brasilia (bureau économique et culturel principal, Escritório Econômico e Cultural de Taipei no Brasil)
  - São Paulo (bureau économique et culturel, Escritório Econômico e Cultural de Taipei em São Paulo)
- Chili :
  - Santiago (bureau commercial et culturel, Oficina Económica y Cultural de Taipei en Chile)
- Colombie :
  - Bogota (bureau commercial, Oficina Comercial de Taipei en Bogota, Colombia)
- Équateur :
  - Quito (bureau commercial, Oficina Comercial de Taipei)
- Guatemala :
  - Guatemala (ambassade)
- Haïti :
  - Pétion-Ville (ambassade)
- Mexique :
  - Mexico (bureau économique et culturel, Oficina Económica y Cultural de Taipei en México)
- Paraguay :
  - Asuncion (ambassade)
  - Ciudad del Este (Consulat général)
- Pérou :
  - Lima (bureau économique et culturel, Oficina Económica y Cultural de Taipei en el Perú)
- Saint-Christophe-et-Niévès :
  - Basseterre (ambassade)
- Saint-Vincent-et-les-Grenadines :
  - Kingstown (ambassade)
- Sainte-Lucie :
  - Gros Islet (ambassade)

## Asie de l'Est et Pacifique
- Australie :
  - Canberra (bureau économique et culturel principal, Taipei Economic and Cultural Office in Australia)
  - Brisbane (bureau économique et culturel, Taipei Economic and Cultural Office, Brisbane, Australia)
  - Melbourne (bureau économique et culturel, Taipei Economic and Cultural Office, Melbourne, Australia)
  - Sydney (bureau économique et culturel, Taipei Economic and Cultural Office, Sydney, Australia)
- Brunei :
  - Bandar Seri Begawan (bureau économique et culturel, Taipei Economic and Cultural Office in Brunei Darussalam)
- Corée du Sud :
  - Séoul (mission principale, Taipei Mission in Korea)
  - Pusan (mission, Taipei Mission in Korea, Busan Office)
- Fidji :
  - Suva (bureau commercial, Taipei Trade Office in Fiji)
- Inde :
  - New Delhi (centre économique et culturel principal, Taipei Economic and Cultural Center in India)
  - Madras (centre économique et culturel, Taipei Economic and Cultural Center in Chennai)
- Indonésie :
  - Jakarta (bureau économique et commercial principal, Taipei Economic and Trade Office, Jakarta, Indonesia)
  - Surabaya (bureau économique et commercial, Taipei Economic and Trade Office in Surabaya)
- Japon :
  - Tokyo (bureau de représentation économique et culturelle principal, Taipei Economic and Cultural Representative Office in Japan)
  - Osaka (bureau économique et culturel, Taipei Economic and Cultural Office in Osaka)
  - Fukuoka (branche du bureau d'Osaka de représentation économique et culturel, Fukuoka Branch, Taipei Economic and Cultural Office in Osaka)
  - Naha (branche du bureau principal de représentation économique et culturel, Naha Branch, Taipei Economic and Cultural Representative Office in Japan)
  - Yokohama (branche du bureau principal de représentation économique et culturel, Yokohama Branch, Taipei Economic and Cultural Representative Office in Japan)
  - Sapporo (branche du bureau principal de représentation économique et culturel, Sapporo Branch, Taipei Economic and Cultural Representative Office in Japan)
- Malaisie :
  - Kuala Lumpur (bureau de économique et culturel, Taipei Economic and Cultural Office in Malaysia)
- Îles Marshall :
  - Majuro (ambassade)
- Myanmar :
  - Rangoun (bureau économique et culturel, Taipei Economic and Cultural Office in Myanmar)
- Nouvelle-Zélande :
  - Wellington (bureau économique et culturel principal, Taipei Economic and Cultural Office, New Zealand)
  - Auckland (bureau économique et culturel, Taipei Economic and Cultural Office in Auckland)
- Palaos :
  - Koror (ambassade)
- Papouasie-Nouvelle-Guinée :
  - Port Moresby (bureau économique et culturel, Taipei Economic and Cultural Office in Papua New Guinea)
- Philippines :
  - Manille (bureau économique et culturel, Taipei Economic and Cultural Office in the Philippines)
- Singapour :
  - Singapour (bureau de représentation, Taipei Representative Office in the Republic of Singapore)
- Thaïlande :
  - Bangkok (bureau économique et culturel, Taipei Economic and Cultural Office in Thailand)
- Tuvalu :
  - Funafuti (ambassade)
- Viêt Nam :
  - Hanoï (bureau économique et culturel principal, Taipei Economic and Cultural Office in Vietnam)
  - Hô Chi Minh-Ville (bureau économique et culturel, Taipei Economic and Cultural Office in Ho Chi Minh City)

## Asie de l'Ouest
- Arabie saoudite :
  - Riyad (bureau de représentation économique et culturelle, Taipei Economic and Cultural Representative Office in the Kingdom of Saudi Arabia)
- Bahreïn :
  - Manama (bureau commercial, Taipei Trade Office in the Kingdom of Bahrain)
- Émirats arabes unis :
  - Dubaï (bureau commercial, The Commercial Office of Taipei, Dubai,U.A.E.)
- Israël :
  - Tel Aviv-Jaffa (bureau économique et culturel, Taipei Economic and Cultural Office in Tel Aviv)
- Jordanie :
  - Amman (bureau économique et culturel, Taipei Economic and Cultural Office)
- Koweït :
  - Koweït (bureau de représentation commerciale, Taipei Commercial Representative Office in the State of Kuwait)
- Mongolie :
  - Oulan-Bator (bureau de représentation économique et commerciale, Taipei Trade and Economic Representative Office in Ulaanbaatar)
- Oman :
  - Mascate (bureau économique et culturel, Taipei Economic and Cultural Office, Muscat, Oman)
- Russie :
  - Moscou (bureau de représentation, Representative Office in Moscow for the Taipei-Moscow Economic and Cultural Coordination Commission)
- Turquie :
  - Ankara (mission économique et culturelle, Taipei Economic and Cultural Mission in Ankara)

## Europe
- Allemagne :

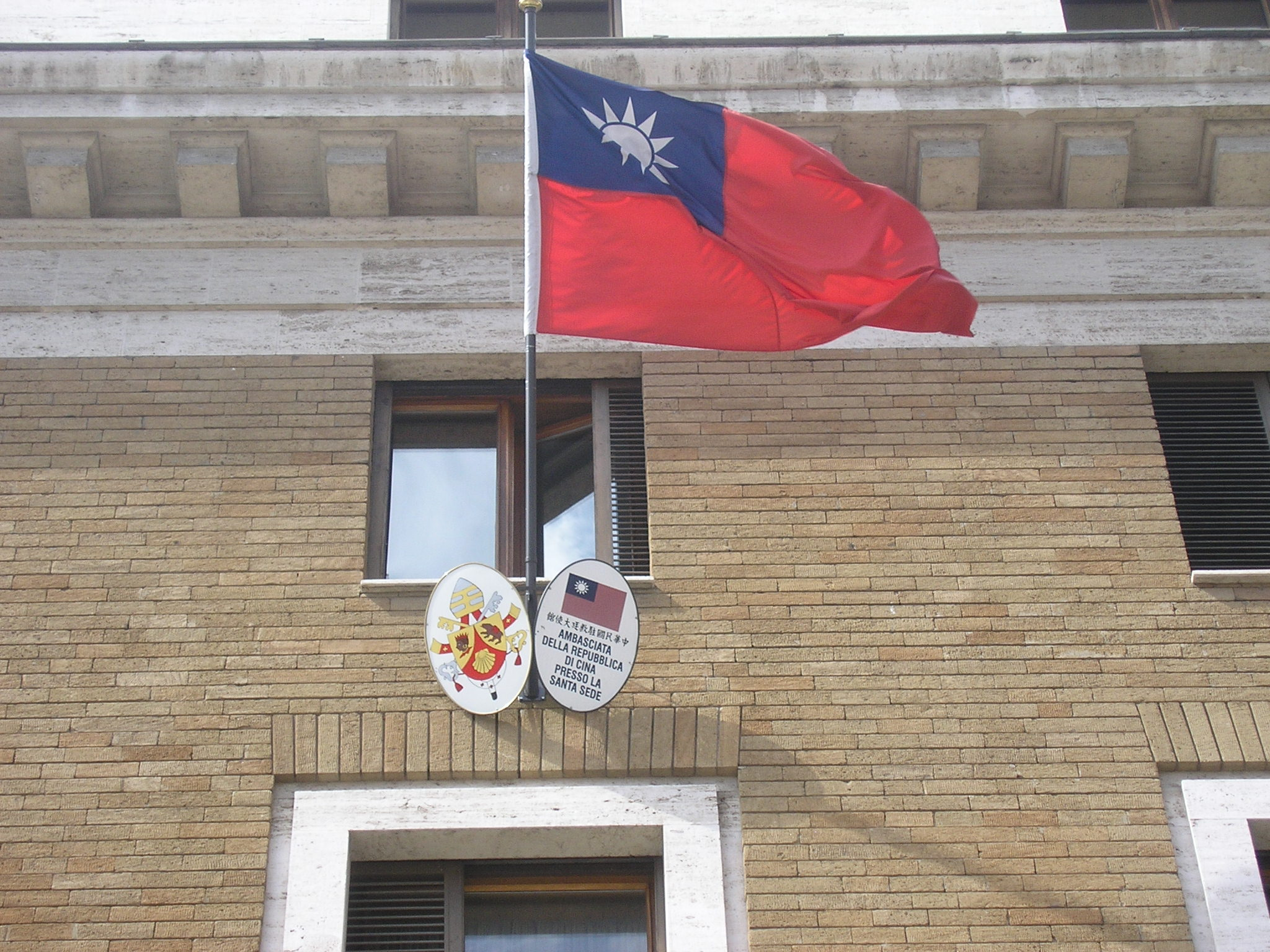
Ambassade de la république de Chine au Saint-Siège.

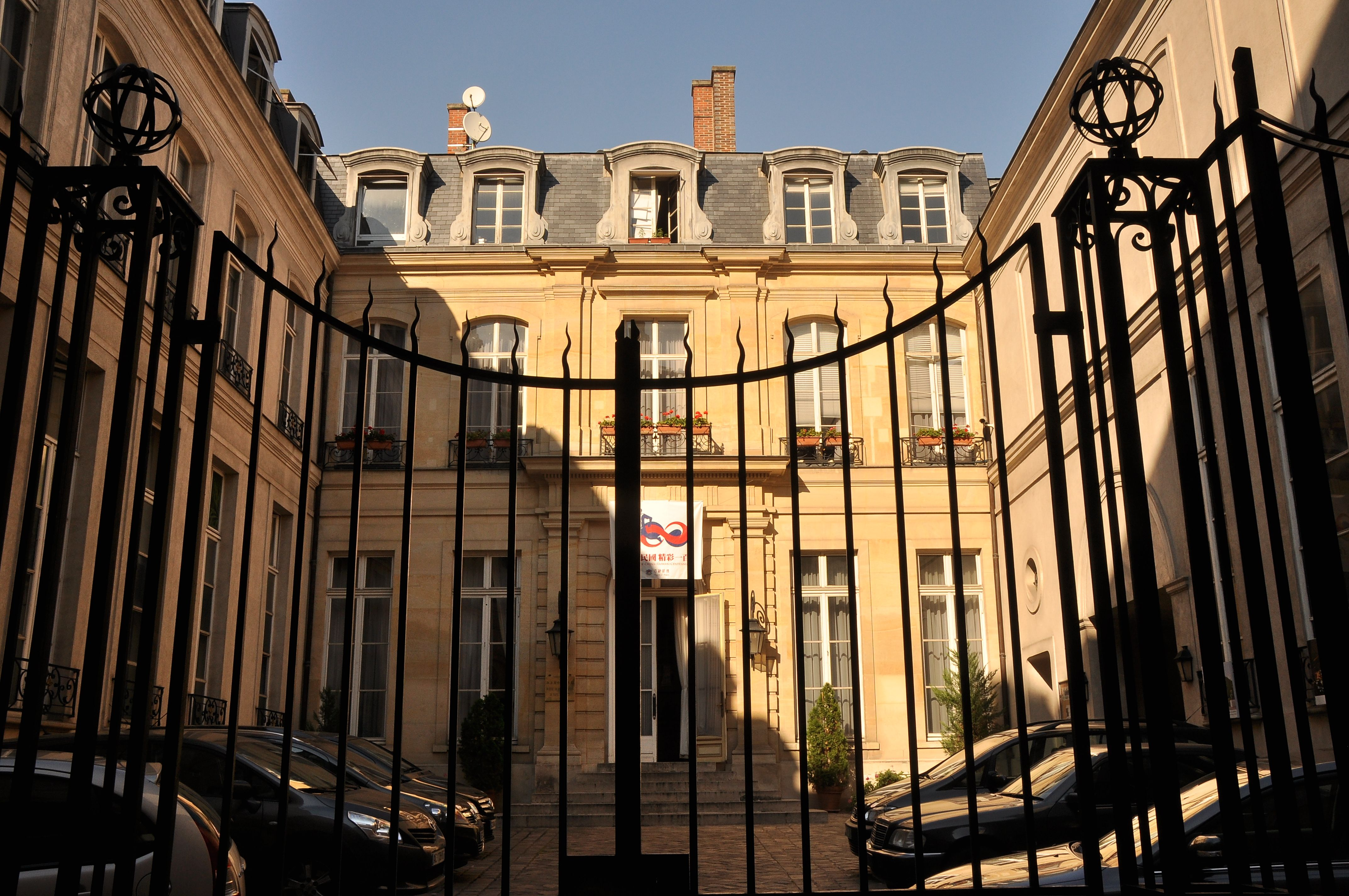
Bureau de représentation de Taipei à Paris.

  - Berlin (représentation principale, Taipeh Vertretung in der Bundesrepublik Deutschland)
  - Francfort-sur-le-Main (représentation, Taipeh Vertretung in der Bundesrepublik Deutschland, Büro Frankfurt am Main)
  - Hambourg (représentation, Taipeh Vertretung in der Bundesrepublik Deutschland, Büro Hamburg)
  - Munich (représentation, Taipeh Vertretung in der Bundesrepublik Deutschland, Büro München)
- Autriche :
  - Vienne (bureau économique et culturel, Taipei Economic and Culture Office in Austria)
- Belgique :
  - Bruxelles (bureau de représentation, Taipei Representative Office in the EU and Belgium)
- Danemark :
  - Copenhague (bureau de représentation, Taipei Representative Office in Denmark)
- Espagne :
  - Madrid (bureau économique et culturel, Oficina Económica y Cultural de Taipei, España)
- Finlande :
  - Helsinki (bureau de représentation, Taipei Representative Office in Finland)
- France :
  - Paris (bureau de représentation principal, Bureau de Représentation de Taipei en France)
  - Aix-en-Provence (bureau de représentation, Bureau de Représentation de Taipei en France, Bureau Annexe d'Aix-en-Provence)
- Grèce :
  - Athènes (bureau de représentation, Taipei Representative Office in Greece)
- Hongrie :
  - Budapest (bureau de représentation, Taipei Representative Office, Budapest, Hungary)
- Irlande :
  - Dublin (bureau de représentation, Taipei Representative Office in Ireland)
- Italie :
  - Rome (bureau de représentation principal, Ufficio di Rappresentanza di Taipei in Italia)
  - Milan (bureau de représentation, Ufficio di Rappresentanza di Taipei in Italia-Ufficio di Milano)
- Lettonie :
  - Riga (mission, Taipei Mission in the Republic of Latvia)
- Lituanie :
  - Vilnius (bureau de représentation, The Taiwanese Representative Office in Lithuania)
- Pays-Bas :
  - La Haye (bureau de représentation, Taipei Representative Office in the Netherlands)
- Pologne :
  - Varsovie (bureau de représentation, Taipei Representative Office in Poland)
- Portugal :
  - Lisbonne (centre économique et culturel, Centro Económico e Cultural de Taipei em Portugal)
- Tchéquie :
  - Prague (bureau économique et culturel, Taipei Economic and Cultural Office, Prague)
- Royaume-Uni :
  - Londres (bureau de représentation principal, Taipei Representative Office in the U.K.)
  - Édimbourg (bureau de représentation, Taipei Representative Office in the U.K. Edinburgh Office)
- Saint-Siège :
  - Rome[Note 1] (ambassade, Embassy of the Republic of China (Taiwan) to the Holy See)
- Slovaquie :
  - Bratislava (bureau de représentation, Taipei Representative Office, Bratislava)
- Suède :
  - Stockholm (mission, Taipei Mission in Sweden)
- Suisse :
  - Berne (délégation économique et culturelle principale, Délégation Culturelle et Économique de Taipei)
  - Genève (délégation économique et culturelle, Bureau de Genève, Délégation Culturelle et Économique de Taipei)

## Organisations internationales
- Union européenne :
  - Bruxelles (bureau de représentation, Taipei Representative Office in the EU and Belgium)
- Organisation mondiale du commerce :
  - Genève (mission, Permanent Mission of the Separate Customs Territory of Taiwan, Penghu, Kinmen and Matsu to the World Trade Organization)